# Eugoa immunda
Eugoa immunda är en fjärilsart som beskrevs av Swinhoe 1903. Eugoa immunda ingår i släktet Eugoa och familjen björnspinnare. Inga underarter finns listade i Catalogue of Life.